# エジマール・ベルナルデス・ドス・サントス
エジマール・ベルナルデス・ドス・サントス（Edmar Bernardes dos Santos、1960年1月20日 - ）は、ブラジル出身の元サッカー選手。元ブラジル代表。現役時のポジションはフォワード（FW）。

## 来歴
1980年と1987年のサンパウロ州選手権得点王、1985年のブラジル全国選手権得点王を獲得。1987年にブラジル代表に選出され、6キャップを記録。1988年にはオリンピック代表として銀メダルを獲得した。直後にイタリアのペスカーラに移籍したが、ここでは3シーズンで6ゴールにとどまった。
1994年11月に東北社会人リーグのブランメル仙台（現・ベガルタ仙台）に移籍。1995年1月の全国地域リーグ決勝大会優勝、JFL昇格に貢献した。
ブランメル仙台では、阿部良則とツートップで出場する試合が多かった。しかし、日本人FW（阿部、平聡、根子達也）を前線で生かすため、MFに下がり出場した試合もあった。JFL昇格を決めた全国地域リーグ決勝大会最終戦もMFで出場している。
JFLでは、1995年は大半の試合に出場。14点を挙げる活躍をみせたが、チームは勝てず15位と不振だった。翌1996年は、新監督となった佐藤長栄が、リティやオッツェなどジェフ市原時代（コーチ）の外国人を3人補強し、戦術も一新。その影響で、背番号をエースストライカーナンバーの9から41に変更させられ、1試合も出番がないままシーズン途中で退団した。
引退後はカレカがオーナーを務めるカンピーナスFCの会長に就任。同クラブの株式はカレカが65%、エジマールが35%保有している。

## 所属クラブ
- 1977-1979  ブラジリアFC
- 1980  クルゼイロEC
- 1980-1981  ECタウバテ
- 1981-1982  クルゼイロEC
- 1982-1983  グレミオFBPA
- 1983-1984  CRフラメンゴ
- 1985-1986  グアラニFC
- 1987-1988  SCコリンチャンス・パウリスタ
- 1988-1991  ペスカーラ・カルチョ
- 1991  アトレチコ・ミネイロ
- 1992  サントスFC
- 1993  リオ・ブランコEC
- 1994  グアラニFC
- 1994.11-1996  ブランメル仙台
- 1998  カンピーナスFC（ポルトガル語版）

## 代表歴
オリンピックブラジル代表
- 1988年 ソウルオリンピック（4試合1得点）

ブラジル代表 1988
- 代表通算：6試合出場 3得点

## 個人成績
| 年度   | チーム | 背番号 | リーグ | リーグ戦     | 天皇杯     | 地域決勝   |
| ------ | ------ | ------ | ------ | ------------ | ---------- | ---------- |
| 1994年 | B仙台  | 9      | 東北   | -            | -          | 5試合4得点 |
| 1995年 | B仙台  | 9      | JFL    | 27試合14得点 | 5試合2得点 | -          |
| 1996年 | B仙台  | 41     | JFL    | 0試合0得点   | 0試合0得点 | -          |